# 2013 na ciência

## Mortes
| Data           | Nome                | Profissão | Nacionalidade | Observações | Ref                     |
| -------------- | ------------------- | --------- | ------------- | --- | ----------------------- |
| 11 de novembro | William Sefton Fyfe | geólogo   | Nova Zelândia | n. 1927 Medalha Logan 1981 Medalha Arthur L. Day 1990 Medalha de Ouro Gerhard Herzberg 1992 Medalha Roebling 1995 Medalha Wollaston 2000 | [ 1 ] [ 2 ] [ 3 ] [ 4 ] |

## Prémios
Medalha Lavoisier (SCF)
- Gérard Férey[5] e Henri Kagan[5]

Prémio Fermat
- Camillo De Lellis[6] e Martin Hairer[6]